# Ulzhan – zapomniane światło
Ulzhan – zapomniane światło (tytuł oryg. Ulzhan) – kazachsko-niemiecko-francuski film obyczajowy z 2007 roku w reżyserii Volkera Schlöndorffa. Wyprodukowany przez Rezo Films.

## Fabuła
Charles (Philippe Torreton) wyrusza w podróż życia. W drodze do Kazachstanu jego samochód się psuje, ale mężczyzna się nie poddaje i dalej idzie pieszo. Podczas wędrówki spotyka młodą Ulzhan, która zostaje jego opiekunką.

## Obsada
- Philippe Torreton jako Charles
- Ayanat Ksenbai jako Ulzhan
- David Bennent jako Shakuni

i inni